# 球速
球速（きゅうそく）は球の速さを意味する。野球、ソフトボール、テニス、ボウリング等の投球に対して使う用語である。

## 野球
プロ（男子）の投手が投げるボールの初速は、直球で130 km/hから165 km/h程度である。変化球はスライダー、シュートが120 km/hから140 km/h程度、カーブ、チェンジアップは90 km/hから120 km/h程度と遅い。
女子の場合は直球で105 km/hから120 km/h後半で、日本最速記録は山田優理の持つ129 km/hである。
球速は速いほどボールを目で追うことが難しくなり、打者までボールが到達する時間が短くもなるので、正確にバットで捉えることが難しくなる。特に速い球は快速球や剛速球と呼ばれるが、厳密な定義は無く、140 km/h後半や150 km/h台の速球がそう呼ばれる。これらを投げる投手は球の速さを武器とする場合が多い。逆に130 km/h程度の速球は遅いとされ、速い球を投げられない投手はコントロールや変化球を武器に投球することが多い。今浪隆博は「なんでプロに入ると球速が落ちるピッチャーが多いんですか?」という質問に対して「変化球や制球を磨く過程で速球を投げる感覚を忘れる」という趣旨の回答をしている。
単に「球速」という場合は投球速度のことを指し、打球の速さは打球速度と呼ぶ。

### 記録

#### 日本プロ野球
- 160 km/h以上を記録したケースを記載。
- 複数回160 km/h以上を記録している場合は、最高球速のみを記載。最高球速を複数回記録している場合は、初めて記録した日を記載。
- 一軍公式戦およびポストシーズンにおける記録のみ記載[注 1]。

| 選手名                 | 所属         | 表示数値 (km/h) | 記録日         | 球場                       | 利き腕 | 起用 | 出典            |
| ---------------------- | ------------ | --------------- | -------------- | -------------------------- | ------ | ---- | --------------- |
| チアゴ・ビエイラ       | 巨人         | 166             | 2021年8月13日  | 東京ドーム                 | 右     | 救援 | [ 8 ]           |
| 大谷翔平               | 日本ハム     | 165             | 2016年10月16日 | 札幌ドーム                 | 右     | 救援 | [ 9 ] [ 注 2 ]  |
| ロベルト・コルニエル   | 広島         | 165             | 2021年6月20日  | 東京ドーム                 | 右     | 救援 | [ 12 ]          |
| 佐々木朗希             | ロッテ       | 165             | 2023年4月28日  | 京セラドーム大阪           | 右     | 先発 | [ 13 ] [ 注 3 ] |
| 千賀滉大               | ソフトバンク | 164             | 2022年5月13日  | 札幌ドーム                 | 右     | 先発 | [ 16 ]          |
| ロベルト・スアレス     | 阪神         | 163             | 2021年6月8日   | 札幌ドーム                 | 右     | 救援 | [ 17 ]          |
| エドウィン・エスコバー | DeNA         | 163             | 2021年6月13日  | 札幌ドーム                 | 左     | 救援 | [ 18 ] [ 注 4 ] |
| タイロン・ゲレーロ     | ロッテ       | 163             | 2022年7月9日   | ほっともっとフィールド神戸 | 右     | 救援 | [ 19 ]          |
| マーク・クルーン       | 巨人         | 162             | 2008年6月1日   | 福岡 Yahoo! JAPANドーム    | 右     | 救援 | [ 20 ]          |
| アルキメデス・カミネロ | 巨人         | 162             | 2018年6月14日  | 福岡 ヤフオク!ドーム       | 右     | 救援 | [ 21 ]          |
| リード・ギャレット     | 西武         | 162             | 2020年8月8日   | 札幌ドーム                 | 右     | 救援 | [ 22 ]          |
| 藤浪晋太郎             | 阪神         | 162             | 2020年10月19日 | 阪神甲子園球場             | 右     | 救援 | [ 23 ] [ 注 5 ] |
| アンドレス・マチャド   | オリックス   | 162             | 2024年3月30日  | 京セラドーム大阪           | 右     | 救援 | [ 25 ]          |
| アニュラス・ザバラ     | 日本ハム     | 162             | 2024年6月14日  | エスコンフィールドHOKKAIDO | 右     | 救援 | [ 26 ]          |
| 由規                   | ヤクルト     | 161             | 2010年8月26日  | 明治神宮野球場             | 右     | 先発 | [ 20 ]          |
| ラファエル・ドリス     | 阪神         | 161             | 2017年8月29日  | 阪神甲子園球場             | 右     | 救援 | [ 27 ]          |
| 国吉佑樹               | DeNA         | 161             | 2019年4月6日   | 横浜スタジアム             | 右     | 救援 | [ 28 ]          |
| ルビー・デラロサ       | 巨人         | 161             | 2019年9月10日  | 横浜スタジアム             | 右     | 救援 | [ 29 ]          |
| ライデル・マルティネス | 中日         | 161             | 2020年10月2日  | 横浜スタジアム             | 右     | 救援 | [ 30 ]          |
| ジャリエル・ロドリゲス | 中日         | 161             | 2022年9月4日   | 明治神宮野球場             | 右     | 救援 | [ 31 ]          |
| 山下舜平大             | オリックス   | 161             | 2024年8月28日  | 長崎ビッグNスタジアム      | 右     | 先発 | [ 32 ]          |
| 林昌勇                 | ヤクルト     | 160             | 2009年5月15日  | 明治神宮野球場             | 右     | 救援 | [ 20 ]          |
| スコット・マシソン     | 巨人         | 160             | 2012年7月5日   | 横浜スタジアム             | 右     | 救援 | [ 20 ]          |
| 平良海馬               | 西武         | 160             | 2020年7月19日  | 楽天生命パーク宮城         | 右     | 救援 | [ 33 ]          |
| 杉山一樹               | ソフトバンク | 160             | 2021年5月11日  | 福岡PayPayドーム           | 右     | 救援 | [ 34 ]          |
| ドリュー・バーヘイゲン | 日本ハム     | 160             | 2021年6月13日  | 札幌ドーム                 | 右     | 先発 | [ 35 ]          |
| アルバート・スアレス   | ヤクルト     | 160             | 2021年9月3日   | 東京ドーム                 | 右     | 先発 | [ 36 ]          |
| 甲斐野央               | ソフトバンク | 160             | 2022年6月17日  | 福岡PayPayドーム           | 右     | 救援 | [ 37 ]          |
| 山﨑颯一郎             | オリックス   | 160             | 2022年10月15日 | 京セラドーム大阪           | 右     | 救援 | [ 38 ] [ 注 6 ] |
| カーター・スチュワート | ソフトバンク | 160             | 2023年6月18日  | 阪神甲子園球場             | 右     | 先発 | [ 40 ]          |
| ハビー・ゲラ           | 阪神         | 160             | 2024年4月3日   | 京セラドーム大阪           | 右     | 救援 | [ 41 ]          |
| 大勢                   | 巨人         | 160             | 2024年4月4日   | バンテリンドーム ナゴヤ    | 右     | 救援 | [ 42 ]          |
| ジェフリー・ヤン       | 西武         | 160             | 2024年9月4日   | ほっともっとフィールド神戸 | 左     | 救援 | [ 43 ]          |
| ローワン・ウィック     | DeNA         | 160             | 2025年5月6日   | バンテリンドーム ナゴヤ    | 右     | 救援 | [ 44 ]          |
| 勝野昌慶               | 中日         | 160             | 2025年5月6日   | バンテリンドーム ナゴヤ    | 右     | 救援 | [ 45 ]          |
| 今井達也               | 西武         | 160             | 2025年5月24日  | ZOZOマリンスタジアム       | 右     | 先発 | [ 46 ]          |
| 羽田慎之介             | 西武         | 160             | 2025年7月14日  | 東京ドーム                 | 左     | 救援 | [ 47 ]          |
| 岩嵜翔                 | オリックス   | 160             | 2025年8月7日   | 楽天モバイルパーク宮城     | 右     | 救援 | [ 48 ]          |

#### メジャーリーグ
アメリカでは古くは第一次世界大戦以前の1912年から散発的に軍事研究所や銃火器メーカーのクロノグラフを用いた砲口初速測定装置や、ハイスピードカメラ等を用いた球速の測定が行われており、1975年以降はドップラー・レーダーを用いたスピードガンによる計測が一般化した。
その様な背景の中、アメリカでは「100 mph（160.934 km/h）」に達することが、特に球速が速い投手を示す指標となっており、公式計測で100 mphを記録した投手はしばしば「100 mph クラブ」に仲間入りしたと報じられる。
2021年現在、メジャーリーグの公式戦で最も速い球を投げた投手はアロルディス・チャップマンであり、2010年9月24日に105.1 mph（169.1 km/h）を記録している。
チャップマンは2011年4月18日に106 mph（約170.6 km/h）を記録したが、球場のみの表示でテレビ中継などではもっと遅い球速が表示されており公式記録としては認められていない。
ドップラー・レーダーが初めてメジャーリーグの球速測定に用いられたのは1974年8月20日のことであり、ロックウェル・インターナショナルが開発した大掛かりなレーザー・ドップラー・レーダー装置（ドップラー・ライダー）によってノーラン・ライアンの直球が100.9 mph（162.383 km/h）と記録され、史上初めて100 mphを超える球速が公式に認定された。以来、2010年にチャップマンがギネス世界記録を樹立した時点で、51人が「100 mph クラブ」入りを果たしている。
なお、1975年以前の様々な速度試験による記録は、現在のスピードガンやPITCHf/xを用いた測定とは計測基準が異なっていることから、より公平な指標として「50フィート平均値（fifty foot equivalent、FFE）」と呼ばれる数値に置き換えられて1975年以降の記録との比較が行われる。FFE換算値ではボブ・フェラー（1946年、蛍光管クロノグラフ）、ボブ・ターリー（1954年、オシログラフ）、スティーヴ・ダルコウスキー（1958年、光電管クロノグラフ）、ジョー・ブラック（1953年、オシログラフ）、テリー・フォースター（1974年、ドップラー・ライダー）、スティーブ・バーバー（1960年、ハイスピードカメラ）らが、計測時点で現在の測定法での100 mphを超えていたと推定されており、この基準においては2014年現在、前述のライアンの1974年8月20日の記録が史上最速（FFE換算で108.1 mph ≒ 173.97 km/h）とされており、他にチャップマンの2010年の公式記録を上回るのは、1946年のフェラーの記録（FFE換算で107.6 mph ≒ 173.17 km/h）であるとされている。
2015年よりスタットキャストが導入されたことにより外野手の送球速度も計測されており、カルロス・ゴメス、ケビン・キアマイアー、ラモン・ラウレアーノ、コディ・ベリンジャーらの球速は100 mph（約160.9 km/h）を超え、右翼手や中堅手では160 km/hに迫る強肩の選手は多い。

## ソフトボール
男子で120 km/h、女子で100 km/h前後が一流選手の一般的な球速である。ボールの大きさや投法の影響で野球ほどの球速は出ない。野球とはマウンドからホームベースまでの距離が異なるため（野球の18.44 mに対し、ソフトボールは13.11 m）、到達時間で考えると、ソフトボールの114 km/hで野球の160 km/hに相当する。オリンピックに出場した日本の上野由岐子が119 km/hのボールを投げ、野球で言うと167 km/h相当の球だとして話題になった。また、男子では130 km/h以上のボールを投げる選手もいる。

## テニス
テニスの大きな大会では、サーブの速度が会場の電光掲示板に表示される。
グレグ・ルーゼドスキーが1999年に239.7km/hを記録しているほか、松岡修造が216km/hを記録している。
2022年全豪オープンでは220km/h以上が6人で、210km/h以上の選手は多数いた。

## その他
ボウリングで55km/h、ハンドボールで100km/h以上、サッカーで132km/h、ゴルフで328km/h、バドミントンで493km/hという調査がある。